# باول موني
باول موني (15 أكتوبر 1976 بدبلن في جمهورية أيرلندا - ) (بالإنجليزية: Paul Mooney)‏ هو لاعب كريكت أيرلندي. شارك مع منتخب أيرلندا للكريكت.

## وصلات خارجية
- باول موني على موقع إي آس بي آن كريك إنفو (الإنجليزية)